# Diorama

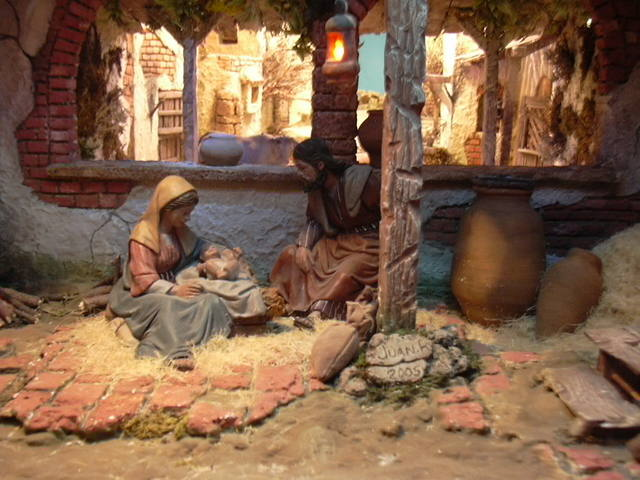
Diorama que presenta un belén navideño.

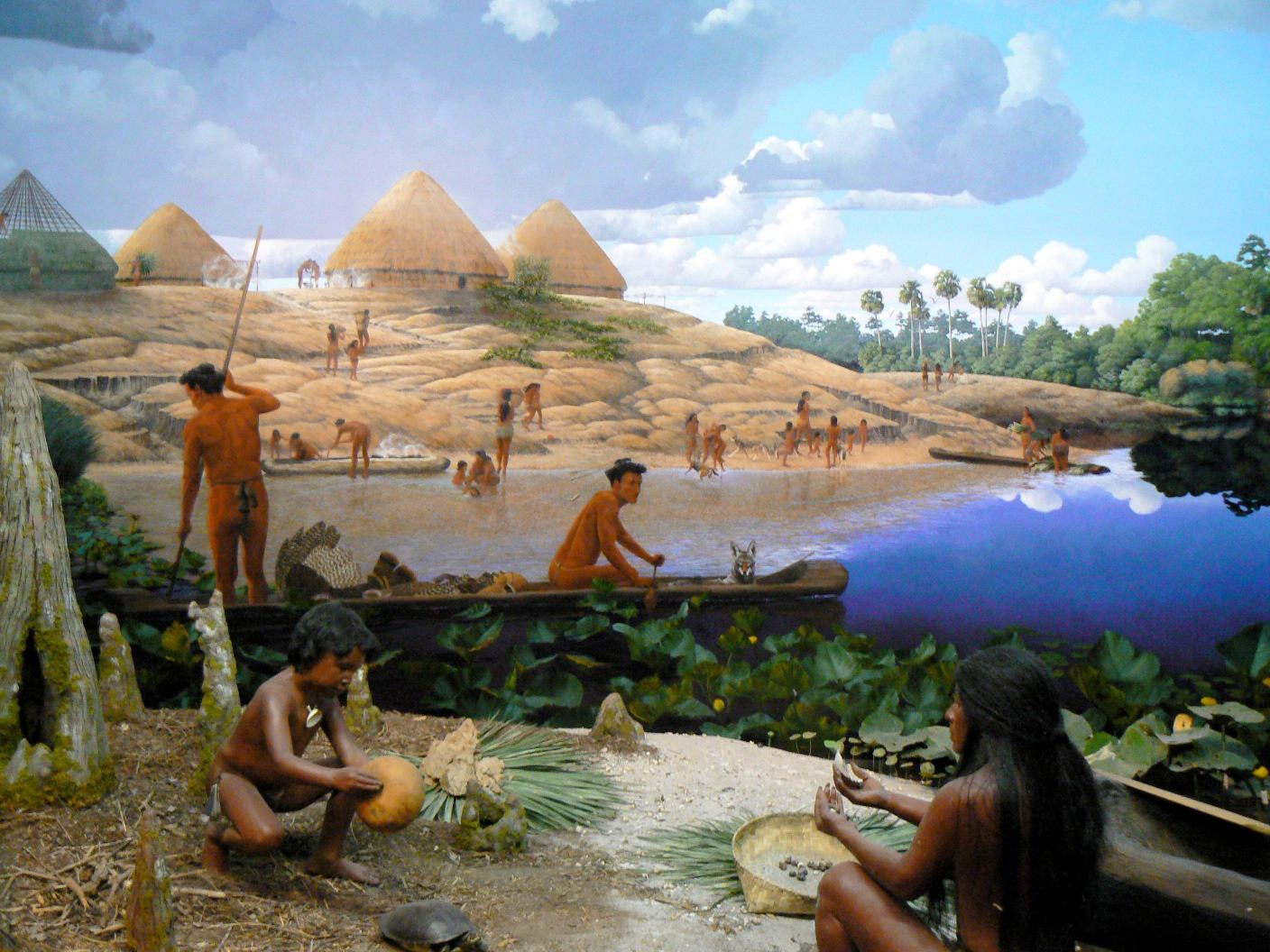
Un diorama de la vida precolombina en La Florida, en el Museo de Historia de Florida (Tallahassee, Florida, Estados Unidos).

Un diorama (del griego di-, ‘a través de’, y orama, ‘aquello que es visto, una vista’) es un tipo de maqueta que muestra figuras humanas, vehículos, animales o incluso seres imaginarios como punto focal de su composición, presentados dentro de un entorno y con el propósito de representar una escena.
En ocasiones se ubica delante de un fondo pintado de manera que simule un entorno real, pudiendo completarse con efectos de iluminación. Se pueden representar imágenes de la naturaleza, ciudades, eventos históricos, batallas, etc. bien sea con fines educativos o de entretenimiento.
El término fue acuñado por Louis Daguerre en 1822 para un tipo de expositor rotativo. 
Fue popularizado a fines del siglo XIX y principios del XX por Frank Chapman, conservador asociado del Museo Americano de Historia Natural.
En algunas ocasiones la tercera dimensión —la profundidad o grosor— es muy pequeña comparada con las otras dos, al estar destinada su composición a la observación desde un punto de vista fijo. Es a este tipo de presentación al que algunos autores reservan en exclusiva el término diorama.
Las modernas técnicas de tratamiento computarizado de la imagen digital, permiten hoy en día a la televisión presentar las imágenes como si fueran dioramas. Es muy común ver anuncios de programas, propaganda política, comercial, letreros, etc. presentados de esta forma, ya que a los realizadores les gustan los efectos que se logran con ellas. Esta pudiera ser la versión audiovisual del antiguo diorama, un medio que no pierde vigencia a pesar de los años.

## Tipos de dioramas

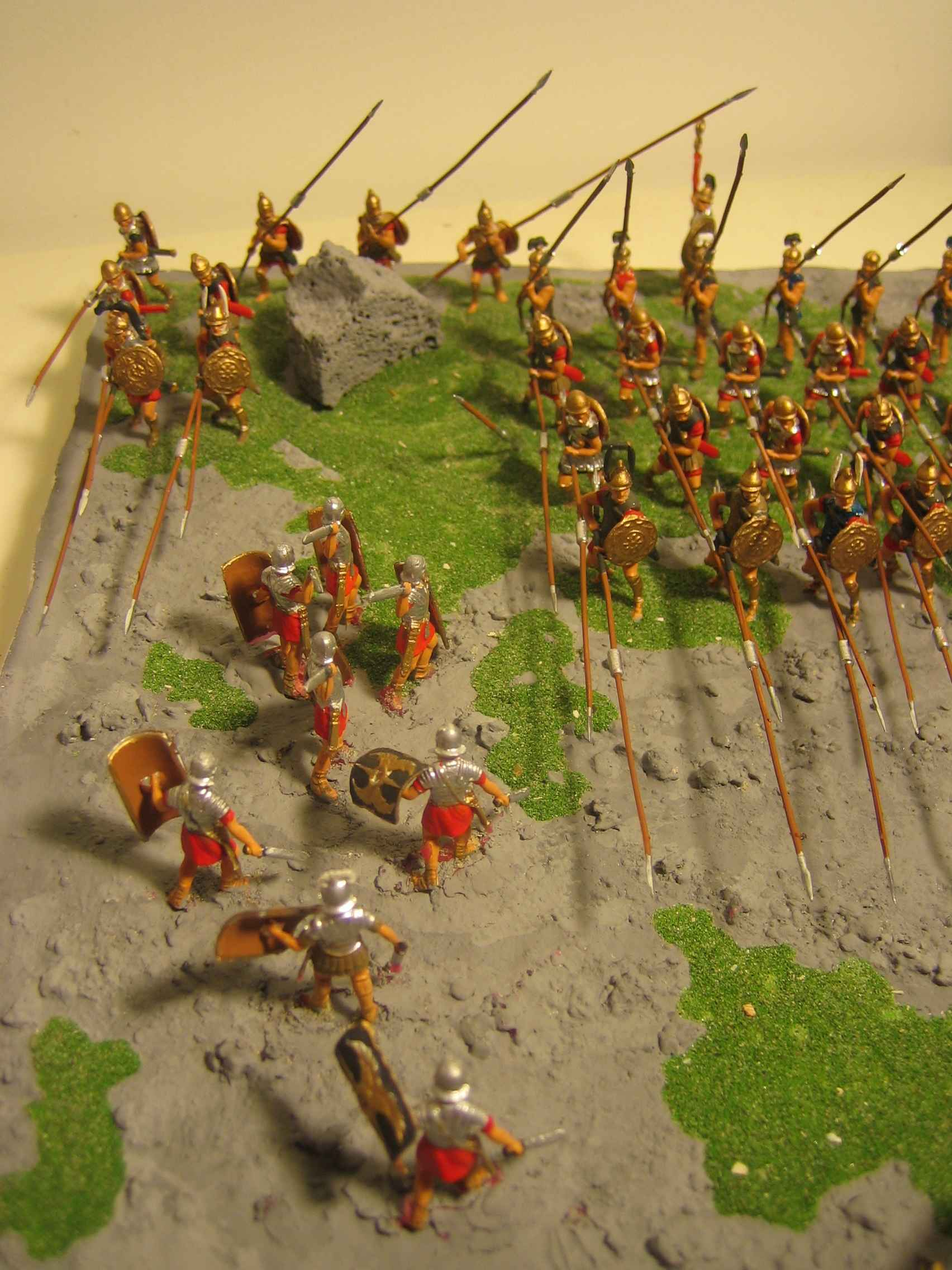
Diorama de la batalla de Pidna (vista parcial).

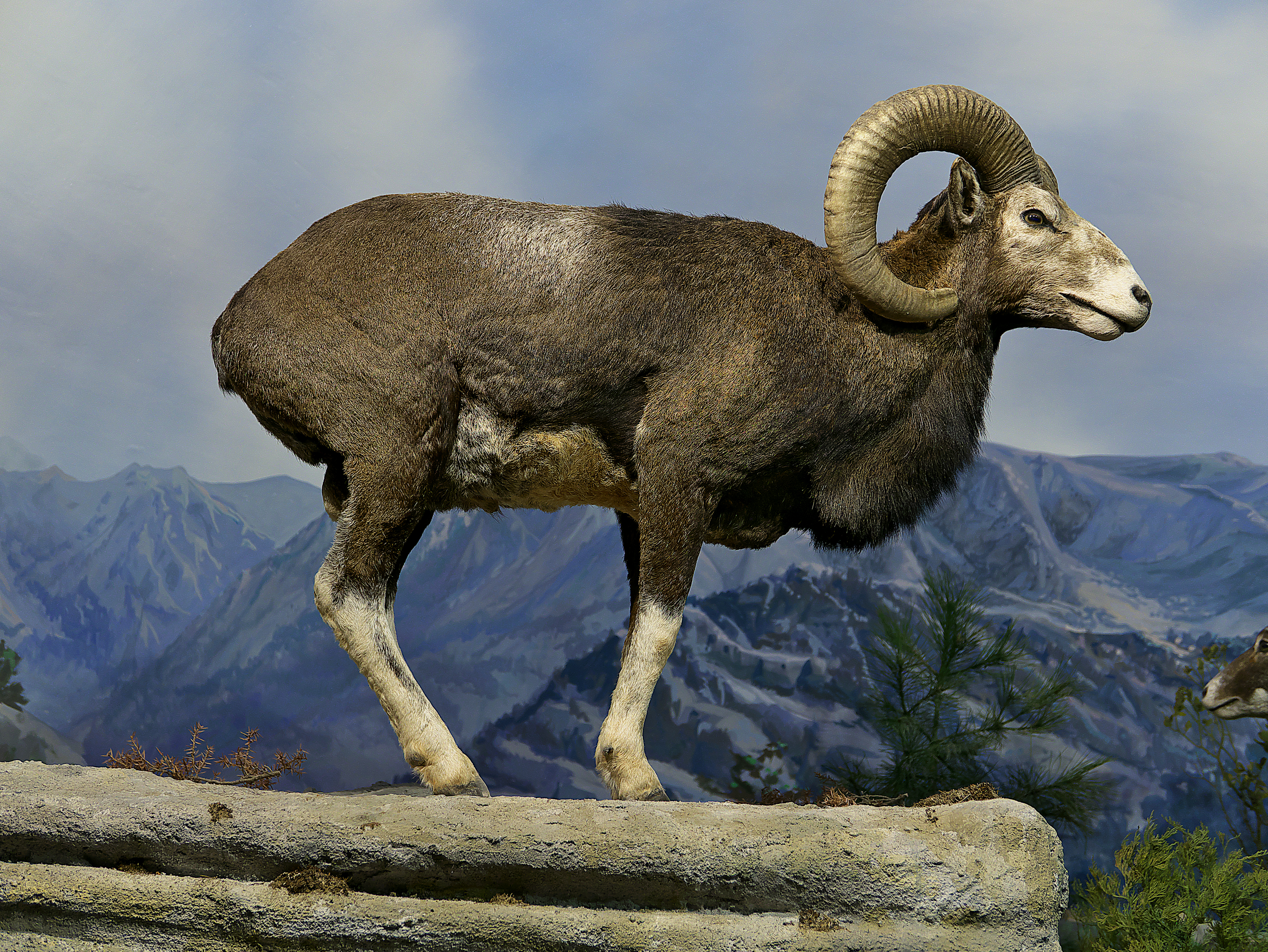
Muflón. Museo de caza del Palacio Real de Riofrío.

Se distinguen tres tipos fundamentales: 
- Los dioramas abiertos, que se preparan para ser observados desde diversos puntos de vista.
- Los dioramas de caja, que como su nombre lo indica se montan dentro de una caja de dimensiones variables y que por lo general tienen superficies laterales y por detrás donde se pinta un fondo que sirve de ambiente a las figuras que se representan.
- Los dioramas de libro, que se montan en forma plana como si fueran las páginas de un libro, pero que cuando se abre, las figuras montadas sobresalen del fondo. Algunas tarjetas de Navidad y de otros motivos se montan con este sistema, de manera que al abrirlas se proyectan hacia afuera del plano las figuras que se preparan para ello.

## Partes del diorama
Por la similitud que presentan con un escenario teatral, pero de dimensiones más reducidas, sus partes tienen nombres iguales a las de un teatro. 

### El fondo o foro
Es el dibujo que limita el campo de acción de la escena que se representa. Puede estar formado por distintos planos que dan idea de profundidad o dibujado en perspectiva, con lo que se obtiene el mismo efecto. 
Los laterales o bastidores. Son pequeños dibujos que han de cubrir distintos espacios de la escena, que pueden ser vegetación, rocas, edificios, muebles, etc. Estos elementos ayudan a dar profundidad al diorama, que es uno de sus principales atractivos. 

### La escena
Constituye la acción o motivo principal del diorama y puede estar constituida por diferentes figuras. Las principales que constituyen el eje del asunto y pueden ser una o varias. Las secundarias son las que generalmente completan la escena; animales, personas, objetos, muebles y otros.

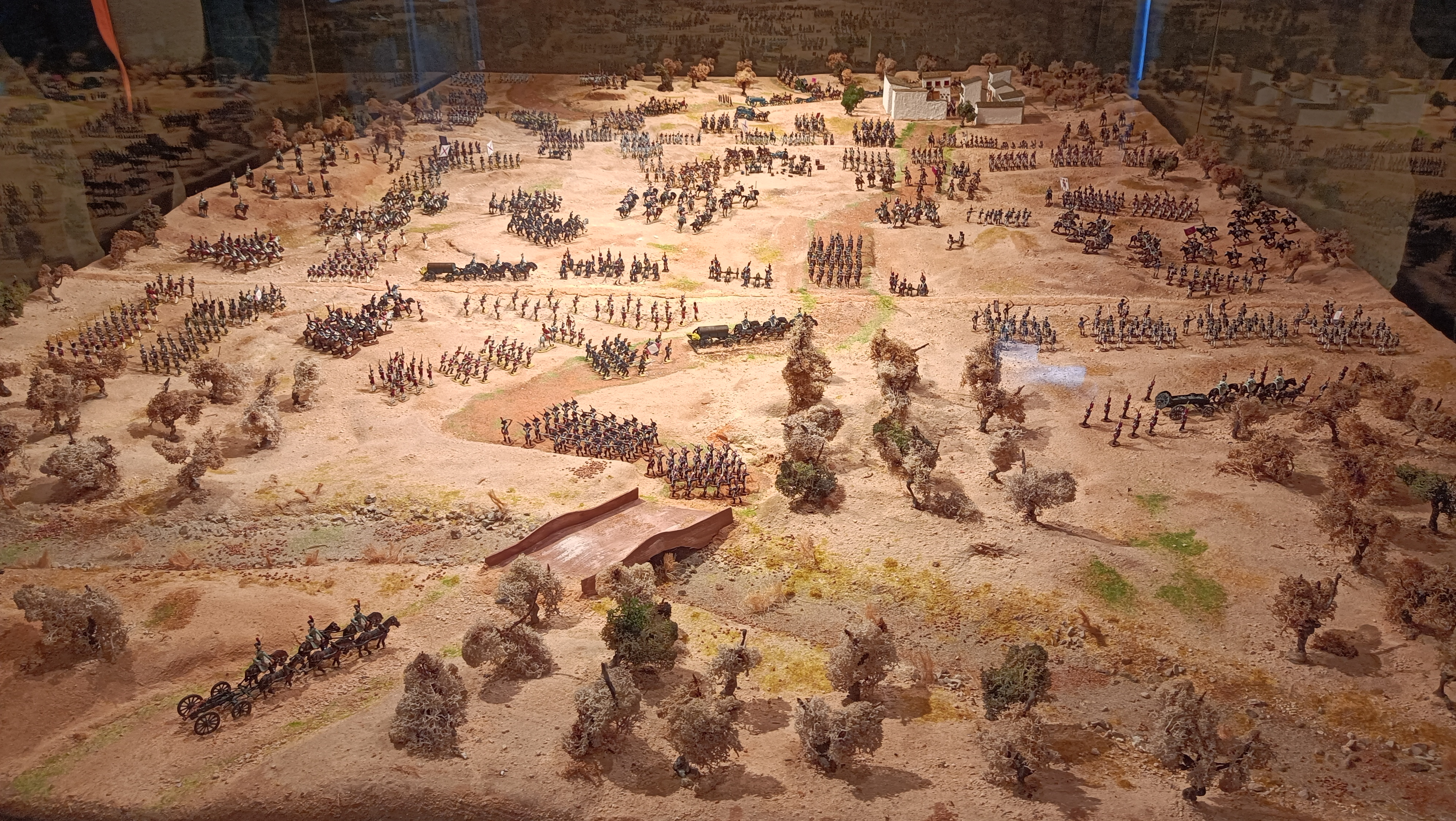
Diorama de una batalla en el Museo de San Carlos, en Mallorca.

Los dioramas pueden ser estáticos o dinámicos. En los primeros las figuras son fijas, mientras que en los segundos se puede lograr cierto movimiento de las mismas por medio de hilos amarrados a ellas. También se pueden acompañar de efectos de luces, humo, sonido y otros medios que hagan más real la representación de lo que se ha mostrado en ellos.

### Las figuras
Las figuras pueden ser miniaturas comerciales, de las que existen multitud de marcas, o pueden dibujarse expresamente o recortarse de láminas adecuadas. En los  últimos casos las figuras se dibujan o pegan sobre cartón o cartulina que después se recorta, añadiendo  un “pie” por la parte posterior para poder sostenerlas. 

## Dioramas en los siglosXVIIIyXIX
El diorama fue un entretenimiento popular muy común en la sociedad del siglo XVIII, amante del teatro. Fue inventado en 1781 por Philippe Jacques de Loutherbour en Londres, considerado como una alternativa de los famosos "Panoramas". Jacques quería convertir el arte del decorado a rango de un verdadero espectáculo, en 1822 con su socio Bouton desarrolló unos montajes de gran realismo que denominarían dioramas.
Sus dioramas eran grandes murales con telas transparentes pintadas con pinturas opacas o traslúcidas, impresionaban a la gente por los diferentes paisajes, dimensiones y el efecto de tridimensionalidad que adquiría la sala. Los espectadores entraban en una sala oscura donde se encontraba un escenario donde solo se veía la mitad del mural o diorama. El espectáculo duraba unos 15 minutos aproximadamente, más tarde, el escenario giraba sobre sí mismo dejando ver a los sujetos la otra parte de la pintura. El diorama destacaba por su realismo y el efecto de dinamismo constante que se creaba con el juego de las luces y sus intensidades que imitaban la salida del Sol, la Luna o el movimiento de las nubes. También producía grandes efectos de perspectiva.

### Impacto y éxito del primer momento
El hecho de que las pinturas se movieran era toda una novedad, un efecto jamás visto hasta ese entonces, que causó un gran impacto en la primera mitad del siglo XIX; por esa razón el diorama triunfó rápidamente en París, y poco después en toda Europa. El dinamismo y cambios sorprendentes eran lo que hacían interesantes los dioramas, pero no todos los que surgieron imitando aquellos de Daguerre obtuvieron el mismo efecto. Este es el caso de uno de los primeros dioramas de Bouton —La Chapelle de la Trinité dans l’Église de Canterbury— del que se decía que los efectos de la luz eran estáticos, mientras que en los de Daguerre eran variables y daban esa sensación de movimiento.
Aunque muchas de las pinturas imitaban localizaciones y paisajes reales, la similitud no era el objetivo principal. Lo verdaderamente buscado era que las escenas cobrasen vida y dieran una sensación de realidad, en el sentido que el espectador sintiera que realmente se encontraba en el sitio que veía.
En el año 1823, un año después del gran debut del diorama original de Daguerre en París, se construyó un segundo edificio dedicado a la exhibición de dioramas: el Regent’s Park de Londres, que adquirió los derechos para comprar los murales de Daguerre. Una vez más el espectáculo causó gran impresión a Inglaterra y muchos artistas, como Clarkson Stanfiels y David Roberts, aportaron su visión con la innovación de dioramas en movimiento y la introducción progresiva de sonidos y efectos especiales en los espectáculos.
Durante los primeros años Daguerre tuvo mucho éxito entre el público y se cree que esto le fue una gran ayuda económicamente. Sin embargo su popularidad se vio disminuida en abril de 1830; se separó de Bouton, que se fue a Londres, mientras que Daguerre decidió quedarse en París. En ese mismo año se vendieron 17 de los 21 dioramas que habían estado expuestos en París entre 1822 y 1830 al propietario del London Diorama. En un inicio el acuerdo era vender 12 por 15 000 francos, pero la crisis del sector le obligó a bajar el precio hasta la mitad.

### Crisis del diorama
En marzo de 1832 Daguerre se declaró en fallida. Los motivos de este declive no son claros, pero se cree que fue debido a los efectos de una epidemia de cólera en París, que hizo muy difícil a los empresarios de mantener interés en este espectáculo; no se recuperarían de esta hasta tres años más tarde, en 1835.
Ante la depresión económica era necesario encontrar nuevas atracciones. Daguerre optó por ir incorporando innovaciones en sus dioramas, aunque no siempre con éxito. Primero intento añadir efectos especiales, como puertas que simulaban abrirse y cerrarse, pero no fueron suficientes para volverse a ganar el interés del público. Los espectadores opinaban que ‘’esas representaciones eran una decepción, ya no eran suficientes a la vista del espectador’’. Otro intento fallido fue la Vue du Mont Blanc, prise de la Vallée de Chamouny, donde se representaba a un chalé suizo y todo de elementos asociados a este: árboles reales, una cabra de verdad que comía, y todo esto acompañado por un coro de música tradicional suiza. Aun así, estos elementos que pretendían hacer más real el espectáculo no fueron apreciados por el público, ya que hacían que se perdiera la frontera entre la realidad y la ficción; fue por ese motivo que Daguerre acabó renunciando a la utilización de elementos reales y a partir de entonces surgió la idea de un nuevo diorama: el diorama de doble efecto.

### Dioramas de doble efecto
Este otro tipo de diorama era más complejo que los anteriores y se dice que eran necesarios alrededor de diez y once meses de trabajo continuado para poder acabarlos. Daguerre y el pintor Sèbron los empezaron a producir a partir de 1834. 
En este nuevo tipo de representación se pintaba una imagen delante, y detrás se colocaba una variante de la misma pintura, pero imitando una escena nocturna. El resultado era una presentación de varias imágenes en una única superficie en la que se veía el alba, un mediodía luminoso, un atardecer e incluso la medianoche, lográndolo utilizando distintas variaciones de luz. El diorama de más éxito en esa época fue la representación de una escena nocturna, Una Messe de minuit a Saint Etienne-du-Mont, de 1834, que fue exhibido durante tres años consecutivos. Al iniciarse la proyección, en la iglesia se veía la luz del día, luego la luminosidad iba bajando de intensidad hasta llegar a la noche, momento en que todas las velas se encendían e iluminaban toda la escena: los bancos y la gente que rezaba acompañados del sonido de un órgano.

### Final del diorama clásico
Las proyecciones de sus dioramas acabaron cuando se vieron destruidos por un incendio en 1839. Su restauración resultaba inútil porque no aportaba ningún tipo de innovación en el sistema. Por esta misma razón el Panorama experimentó un nuevo boom entre el 1880 y el 1900. Este se centraba en la reminiscencia de tiempos históricos gloriosos. En ese mismo incendio pudo salvar su otro invento, el daguerrotipo, y a partir de entonces se centró más en este, que desarrolló juntamente con Niépce.

## Uso en la enseñanza
Los dioramas pueden ser medios de enseñanza interesantes, sobre todo para los primeros grados de la educación escolar y también para la educación preescolar y secundaria. 
Los dioramas son excelentes medios de enseñanza, sobre todo porque pueden ser elaborados por los propios alumnos en los grados superiores de la educación primaria y en la secundaria básica, con escenas de momentos históricos, procesos biológicos, mapas geográficos y muchos temas más. Es una forma amena de construir el conocimiento y son relativamente fáciles de elaborar. 